# ジェフリー・キングストン
ジェフリー・キングストン（Jeffrey "Jeff" Kingston, 1957年 - ）は、アメリカ合衆国生まれで日本在住の歴史学者。専門分野は日本。1987年にコロンビア大学で歴史学の博士号を取得し、同年よりテンプル大学ジャパンキャンパスで教授をしている。同校アジア研究Director。
論説や書評、コメントをインターナショナル・ニューヨーク・タイムズ、 ウォール・ストリート・ジャーナル、フィナンシャル・タイムズ、ジャパン・タイムス、バンコック・ポストなどへ寄稿している。ジェフ・キングストンとも表記される。
東ティモールやミャンマーに関する論文もある。ニューヨーク・タイムズやファイナンシャル・タイムズなどに寄稿する他、他の英字紙やCNNなど英語メディアにも独自の日本に対する見解を披露している。ジャパン・フォーカスの編集員 (Editor) でもある。

## 評価
東洋経済オンラインのピーター・エニスによれば「リベラルな視点を持つ政治学者」。

## 学歴
- 1979年 B.S. in foreign service, Georgetown University, School of Foreign Service[4]
- 1981年 M.A. in international affairs, Columbia University, School of International Affairs[4]
- 1987年 Ph.D. in history, Columbia University[4]

## 私生活
日本在住。岩手県出身の妻と1982年までに結婚した。

## 編著書
- Japan's quiet transformation: Social change and civil society in the 21st century. (2004) ISBN 0-203-64254-6
- 『国家再生 日本復活への4つの鍵』（2006年） ISBN 978-4152087485
- Contemporary Japan: History, Politics and Social Change Since the 1980s. (2010) ISBN 978-1-118-31506-4
- Japan in transformation 1952–2000. (2010) ISBN 9780132389419
- Natural Disaster and Nuclear Crisis in Japan: Response and Recovery After Japan's 3/11 (Editor) (2012) ISBN 978-0-415-69856-6
- Critical Readings on Contemporary Japanese Politics. 4 volumes. (Editor) (2013) ISBN 9789004208797